# Vladímir Vetchinkin
Vladímir Petróvich Vetchinkin (en ruso: Владимир Петрович Ветчинкин) (29 de junio (17 jul.) de 1888 - 6 de marzo de 1950) fue un científico ruso de la etapa soviética, dedicado a los campos de la aerodinámica, la aeronáutica, y la energía eólica.

## Semblanza

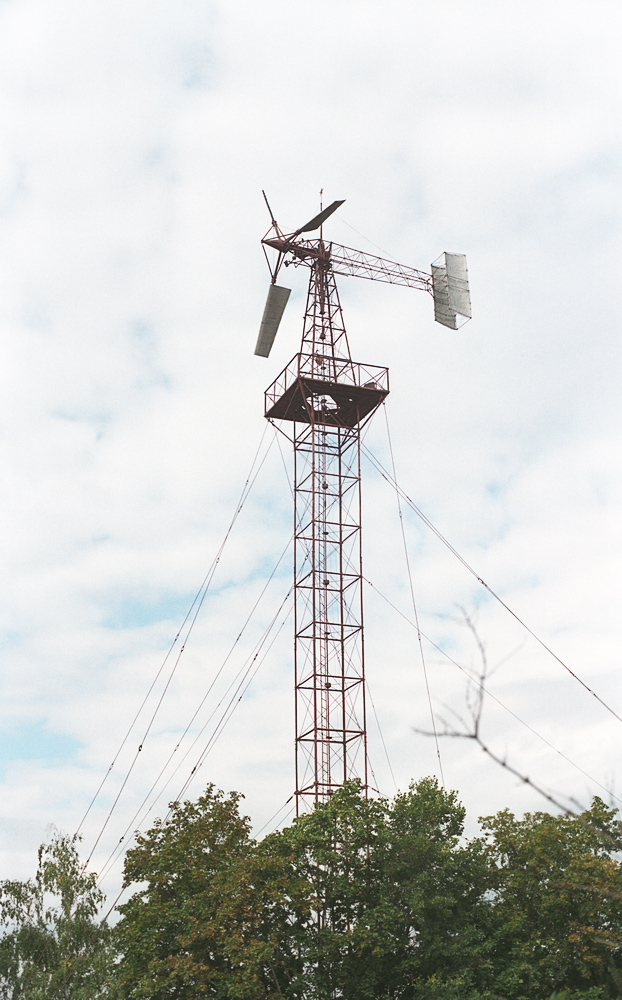
Generador eólico tipo Ufímtsev

Vetchinkin nació en Kutno (entonces en la división rusa de Polonia), hijo de un oficial del ejército. Se graduó en la Escuela Técnica Superior de Moscú (MVTU) en 1915, siendo el discípulo favorito de Nikolái Zhukovski y generalmente considerado como su sucesor. En 1913 habían ideado un teoría de vórtices para modelizar las palas de las hélices de las aeronaves. En 1916 fundó con Zhukovski la Agencia de Cálculo y Ensayos de Aviación y el laboratorio del túnel de viento en la Escuela Técnica Superior de Moscú, y en 1918 contribuyó a fundar el Instituto Central Zhukovsky de Aerodinámica (TsAGI). Pasó a ser profesor en la Academia Zhukovsky de la Fuerza Aérea en 1923.
En 1914 comenzó a trabajar con Anatoli Ufímtsev en molinos eólicos de alto rendimiento para generación de electricidad. Zhukovsky creó una nueva división de generadores eólicos en el TsAGI para apoyar este esfuerzo. Construyeron un generador eólico experimental de 8 kilovatios en Kursk en 1929. Para almacenar energía durante intervalos sin viento, utilizaba un volante de inercia de 360 kilogramos situado en una cámara en la que se había realizado el vacío.
Entre 1921 y 1925, Vetchinkin pronunció conferencias sobre la teoría de los cohetes y los viajes espaciales, y fue el primero en presentar una teoría correcta del vuelo interplanetario basado en órbitas de transferencia elípticas (una idea generalmente atribuida a Walter Hohmann). Fue miembro de la Sociedad de Estudios para el Viaje Interplanetario. Desde 1925 hasta 1927 trabajó en problemas relacionados con misiles de crucero y aeronaves a reacción, y participó en la actividad del RNII (Instituto de Investigación Científica de Propulsión a Chorro). Vetchinkin fue un seguidor clave del pionero en la técnica de los cohetes Yuri Kondratiuk, al que ayudó a publicar su trabajo.
Murió en Moscú en 1950.

## Reconocimientos
- Doctor en Ciencias Técnicas (1927)
- Nombrado Trabajador Honorable de la Ciencia de la República Socialista Federativa Soviética de Rusia (1946)

## Eponimia
- El cráter lunar Vetchinkin lleva este nombre en su memoria.[4][2]